# Fritz-von-Harck-Anlage

Fritz-von-Harck-Anlage mit Neuem Rathaus (2016)

Die Fritz-von-Harck-Anlage ist eine Grünanlage in Leipzig südwestlich des Stadtzentrums. Nach dem Verfall der historischen Anlage wurde sie im Jahr 2000 neu gestaltet.

## Lage und Größe
Die Fritz-von-Harck-Anlage liegt zwischen dem Neuen Rathaus und dem Bundesverwaltungsgericht. Sie wird im Osten begrenzt durch den Pleißemühlgraben, im Norden durch die Karl-Tauchnitz-Straße und im Süden durch den Simsonplatz. Im Westen grenzt sie an Villengärten. Sie stellt die nordöstliche Ecke des Musikviertels im Ortsteil Zentrum-Süd dar. Ihre Fläche beträgt 0,45 Hektar. Davon ist mehr als die Hälfte Rasenfläche. Ihre Breite nimmt nach Süden um etwa 13 Meter ab.

## Geschichte

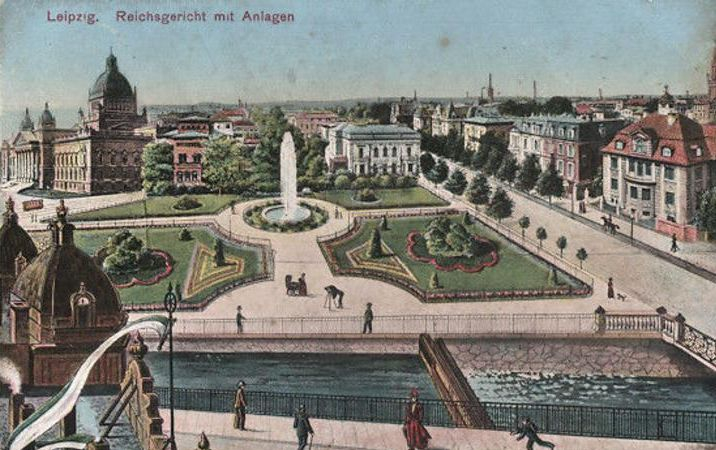
Die Anlage von Osten (1911)
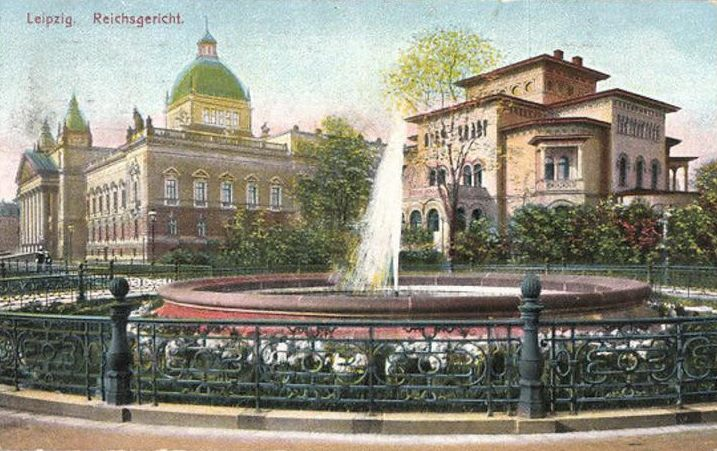
Fontäne mit Einfassung (1910)
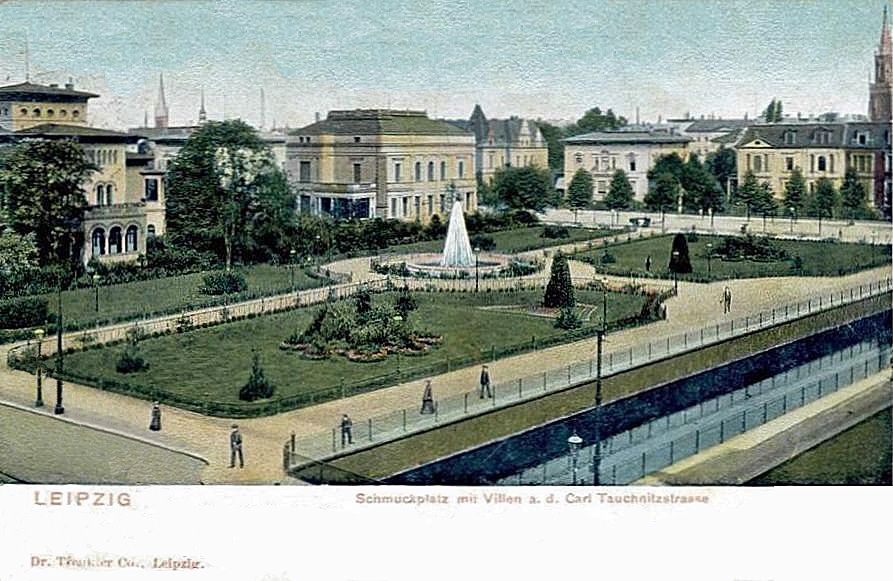
Schmuckplatz mit Villen (1910)

1888 hatte der Rat der Stadt Schwägrichens Garten zur Anlage der Karl-Tauchnitz-Straße und der Entwicklung des Musikviertels erworben. Über die Breite des ehemaligen Gartens wurde entlang des Pleißemühlgrabens zwischen 1894 und 1900 ein Schmuckplatz mit Fontäne und gärtnerischer Gestaltung angelegt.
1917 starb der Kunsthistoriker und -sammler Fritz von Harck (1855–1917), der in der Villa Harck, Karl-Tauchnitz-Straße 6 gegenüber dem Schmuckplatz gewohnt hatte. Weil er seine umfangreichen Sammlungen dem Museum der bildenden Künste und dem Leipziger Kunstgewerbemuseum hinterlassen hatte, wurde noch im gleichen Jahr der bisher namenlose Platz als Fritz-von-Harck-Anlage benannt.
Von 1967 bis 1999 stand die vom Bildhauer Walter Arnold (1909–1979) geschaffene Porträtbüste Felix Mendelssohn Bartholdys (1809–1847) in der Fritz-von-Harck-Anlage. Diese hat inzwischen ihren Standort unweit der Anlage am Mendelssohn-Ufer. Im Zusammenhang mit der Freilegung des Pleißemühlgrabens wurde die während der DDR-Zeit stark vernachlässigte Anlage 1999/2000 nach Plänen des Leipziger Grünflächenamtes zu ihrer jetzigen Form neu gestaltet und dabei von der Allianz Umweltstiftung gefördert. Die am Neuaufbau Beteiligten wurden beim Deutschen Landschaftsarchitektur-Preis 2001 mit einer Würdigung bedacht.

## Gestaltung

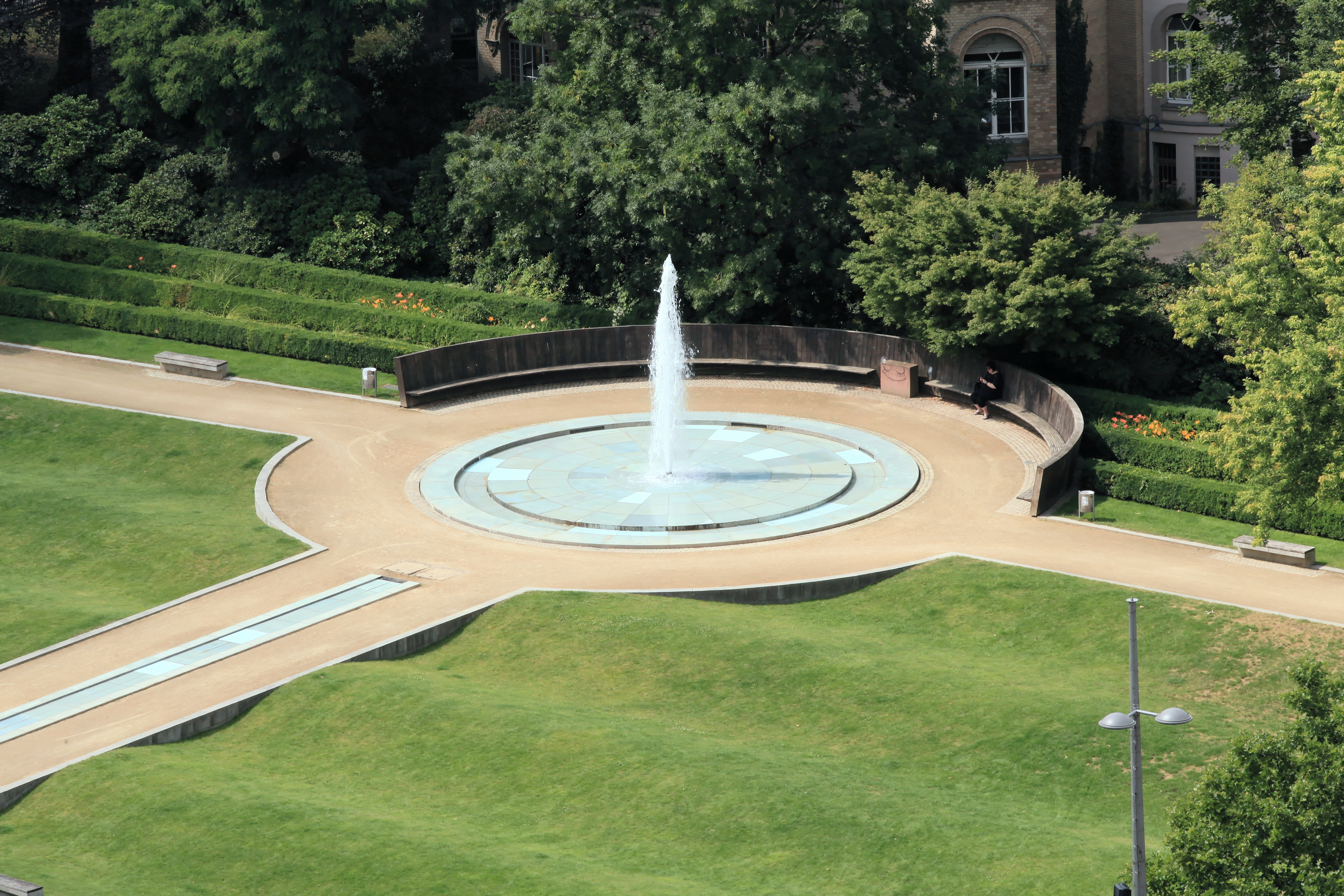
Fontäne, Rasenwellen und lange Sitzbank (2015)
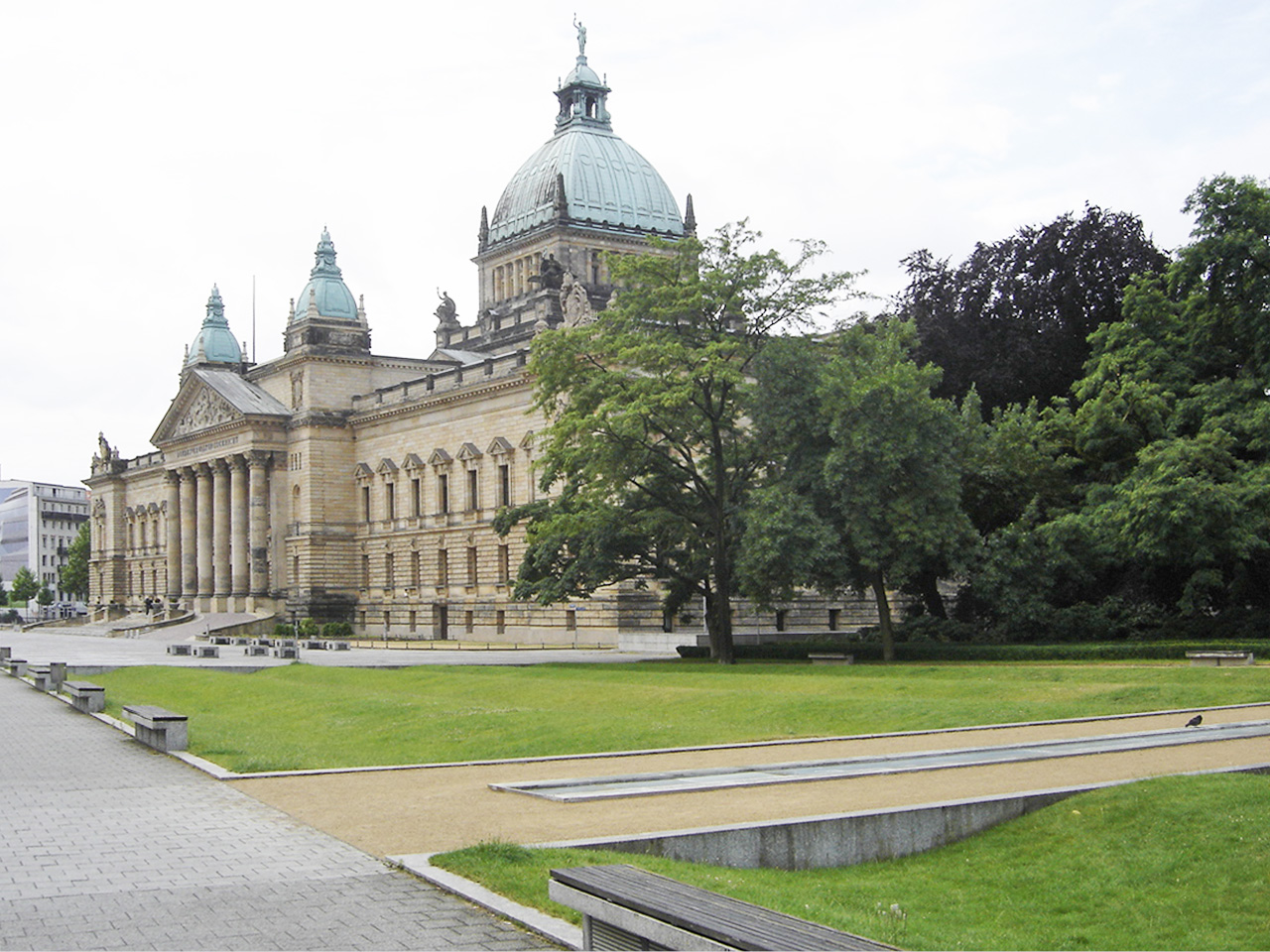
Südteil mit ehemaligem Reichsgericht (2010)
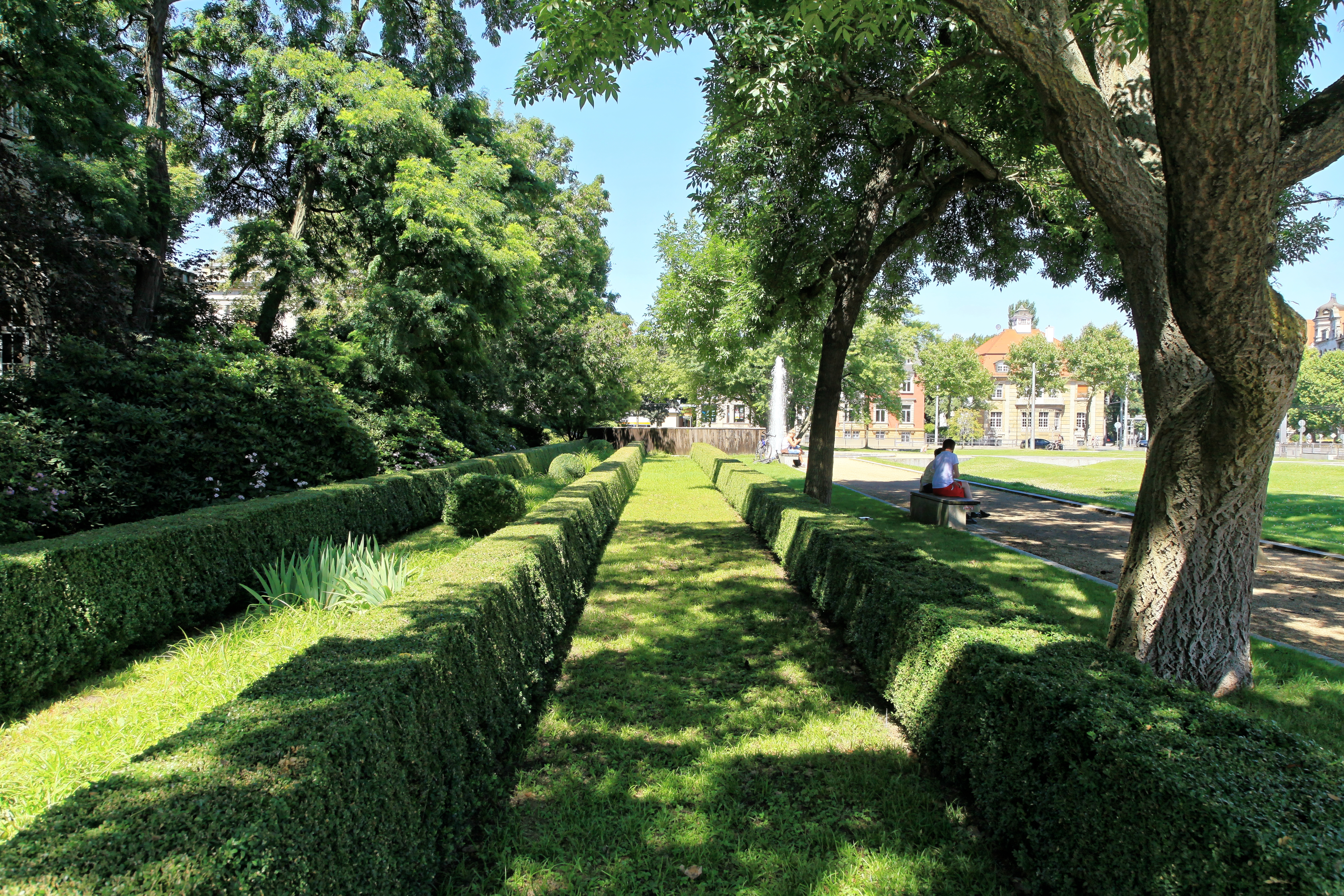
Die Begrenzung der Anlage nach Westen (2016)

Zentrales Element der Anlage ist das Wasserbecken mit der Fontäne an der historischen Stelle. Ein breiter Weg, von dem drei weitere zu den Grenzen der Anlage abgehen, umgibt das Becken. Der mittlere von ihnen in Richtung Pleißemühlgraben enthält ein flaches Fließbett, das die optische Verbindung zwischen Fontäne und Mühlgraben herstellt und in welchem sich die Fontäne spiegelt. Fontäne und Fließbett können durch die hellen Bodenelemente beleuchtet werden.
Ein besonders auffälliger Akzent sind die in gleichmäßiger Wellenform modellierten Rasenflächen, die betreten und zum Lagern oder Spielen benutzt werden können. Hinter dem Wasserbecken lädt eine 25 Meter lange halbrunde Sitzbank mit hoher Lehne zum Verweilen ein und bildet gleichzeitig einen Teil des Abschlusses nach Westen. Dieser besteht aus drei Reihen Buchsbaumhecken, zwischen denen verschiedene Pflanzen wachsen. Rhododendren leiten zu den Baumbeständen der dahinter liegenden Villengärten über. An den Wegen befinden sich weitere Sitzbänke.